# Människa–datorinteraktion
Människa–datorinteraktion eller människa–dator-interaktion (engelska: human–computer interaction), förkortat MDI, är ett forskningsområde som omfattar planering, design och studiet av interaktiva produkter och tjänster. Det är ett tvärvetenskapligt ämne som knyter samman exempelvis datavetenskap och informatik med flera andra forskningsområden inkluderat till exempel kognitionsvetenskap och psykologi.
I forskningsfältets begynnelse beskrevs MDI som interaktionen mellan människor och datorer, vilket sker via ett användargränssnitt som inkluderar både programvara och hårdvara (t.ex. generella datortillbehör så som tangentbord och mus, samt storskaliga mekaniska system som fartyg, flygplan och kraftverk). Numera ses fältet mer ur en social synvinkel som blickar bortom interaktion med det traditionella gränssnittet, dvs. interaktionen sätts i ett sammanhang.
I ämnet människa–datorinteraktion är användbarhet, användarupplevelse viktiga begrepp.
Forskningsområdet människa-datorinteraktion är en del av området människa–maskin-interaktion, förkortat MMI. Den engelska beteckningen human–computer interaction, förkortat HCI, är också vanlig även i Sverige.

## Tvärvetenskapliga aspekter
Tillsammans med datavetenskap och informationsteknik kombineras ämnen som:
- Antropologi
- Cybernetik
- Datorseende
- Design
- Ergonomi
- Estetik
- Elektronik
- Filosofi
- Formgivning
- Informatik
- Informationsvisualisering
- Interaktionsdesign
- Industridesign
- Kognitionsvetenskap
- Psykologi
- Robotik
- Socialpsykologi
- Sociologi
- Språkteknologi

## Mål
Ett övergripande mål med forskningsområdet är att förbättra människors användarupplevelser vid interaktion med datorbaserad teknik. Mer specifikt handlar människa–datorinteraktion om:
- metodläror och processer för utformning av interaktiva system (utifrån ett givet syfte och sammanhang)
- metoder för att implementera interaktiva system (exempelvis mjukvarubibliotek och effektiva algoritmer)
- tekniker för att utvärdera och jämföra interaktiva system under användning
- utveckla nya gränssnitt och interaktionstekniker
- framtagning av beskrivande och förutsägande modeller och teorier om interaktion
- undervisning i ämnet människa-datorinteraktion

Tidigare begränsas människa-datorinteraktion till datorsystemet plus en eller flera användare. Vill man studera människa-datorinteraktionen i ett sammanhang av samhälle och kultur görs detta inom subområdet området design av sociotekniska system.
Professionella utövare av MDI är vanligtvis interaktionsdesigners, systemutvecklare, kognitionsvetare, beteendevetare, användbarhetstestare och formgivare. Dessas arbete handlar ofta om att utforma, implementera och utvärdera grafiska användargränssnitt, interaktiva tekniker och interaktionsflöden med ett fokus på användning och användarupplevelse. Interaktionsdesign har på senare tid vuxit fram som en lovande bärare av MDI-relaterade intressen inom industrin. Andra vanliga yrkesroller för de som läst MDI är projekledare, Scrum master, product owner eller affärsutvecklare. 
Forskare inom ämnet intresserar sig för att utveckla nya designmetoder, experimentera med ny hårdvara, skapa prototyper för nya mjukvarusystem, utforska nya paradigm för interaktion, samt utveckla modeller och teorier för interaktion. Forskningen handlar också om hur man undervisar MDI, och hur man kan arbeta med MDI i organisationer. 
De i Sverige som arbetar med området användbarhet samlas i STIMDI (Sveriges Tvärvetenskapliga Intresseförening för Människa-Datorinteraktion) och de som intresserar sig för det bredare greppet samlas i det internationella nätverket Interaction Design Association.
MDI kan läsas inom ramen för många datavetenskapliga utbildningar på bland annat Uppsala universitet och KTH.